# ۱۲۱۷ (میلادی)
۱۲۱۷ (میلادی) هزار و دویست و هفدهمین سال تقویم میلادی است.

## درگذشتگان
‎